# Ивил
Такааки Ватанабэ (яп. 渡辺 高章, род. 26 января 1987, Мисима, Сидзуока), более известный под именем Ивил (англ. Evil), — японский рестлер. В настоящее время он работает в New Japan Pro-Wrestling (NJPW).
Дебютировав в NJPW в 2011 году, Ивил выступал в США на гастролях, работая в таких компаниях, как Global Force Wrestling (GFW) и Ring of Honor (ROH) с 2014 по 2015 год. Он вернулся в NJPW в ноябре 2015 года. Он бывший член японской группировки Los Ingobernables de Japón, входил в состав команды с Санадой. Они являются двукратными командными чемпионами IWGP и двукратными победителями World Tag League. Он также является двукратным чемпионом NEVER в открытом весе и рекордным шестикратным и действующим командным чемпионом шести человек NEVER в открытом весе, что делает его десятикратным чемпионом в NJPW. В 2020 году он выиграл New Japan Cup, а затем отвернулся от лидера Los Ingobernables de Japón Тэцуя Найто и присоединился к Bullet Club. Он победил Найто на шоу Dominion и стал двойным чемпионом: чемпионом IWGP в тяжелом весе и интерконтинентальным чемпионом IWGP. Он является единственным реслером в истории NJPW, который стал тройным чемпионом, добавив к этим титулам командное чемпионство шести человек NEVER в открытом весе.

## Карьера в рестлинге

### New Japan Pro-Wrestling (2011—2013)
Ватанабэ дебютировал в New Japan Pro-Wrestling (NJPW) 13 мая 2011 года, выступая в основном в качестве «молодого льва» и оставался в промоушене до октября 2013 года, когда после King of Pro-Wrestling объявил, что отправляется на учебные гастроли в США.

### Ring of Honor (2014—2015)
На Global Wars '15 в первую ночь 15 мая он объединился с Сайласом Янгом, проиграв Гедо и Муса. На следующий вечер 16 мая он был побежден Янгом.
В эпизоде ROH Wrestling от 27 июня он проиграл Адаму Пейджу после того, как Колби Корино напал на Ватанабэ. В эпизоде ROH Wrestling от 4 июля Далтон Касл победил Ватанабэ. 23 июля ROH объявила, что член House of Truth Донован Дайджак сразится с Ватанабэ в одиночном матче, записанном специально для канала ROH на YouTube. Это произошло 24 июля на Death Before Dishonor XIII, где Дайджак победил Ватанабэ.
22 августа на Field of Honor Ватанабэ квалифицировался на матч за звание телевизионного чемпиона мира ROH. 18 сентября на All Star Extravaganza VII он в команде с Уиллом Феррарой победил Дайджака и Грега Джеймса. 19 сентября Ватанабэ получил свой шанс на титул телевизионного чемпиона мира в матче против чемпиона Джея Литала, но потерпел поражение.

## Личная жизнь
Ватанабэ был помолвлен с Ио Сираи.

## Титулы и достижения
- New Japan Pro-Wrestling
  - Чемпион IWGP в тяжёлом весе (1 раз)[4]
  - Интерконтинентальный чемпион IWGP (1 раз)[5]
  - Командный чемпион IWGP (2 раза) — с Санадой[6]
  - Чемпион NEVER в открытом весе (2 раза)[7]
  - Командный чемпион шести человек NEVER в открытом весе (6 раз) — с Буси и Санадой (3), Буси и Синго Такаги (1), Юдзиро Такахаси и Сё (2)[8]
  - New Japan Cup (2020)[9]
  - World Tag League (2017, 2018) — с Санадой[10][11]
- Pro Wrestling Illustrated
  - № 29 в топ 500 рестлеров в рейтинге PWI 500 в 2021[12]
- Wrestling Observer Newsletter
  - Лучший образ (2017) как часть Los Ingobernables de Japón[13]
  - Самый переоцененный (2021)